# Grampians
Os Grampians são uma região rural econômica localizada na parte ocidental de Vitória, na Austrália. A região de 48.646 quilômetros quadrados fica a noroeste dos subúrbios ocidentais da Grande Melbourne, à fronteira oeste com o estado da Austrália do Sul e inclui o Parque Nacional Grampians e ativos significativos de patrimônio de mineração de ouro. A região de Grampians possui duas sub-regiões, Grampians Central Highlands e Wimmera Southern Mallee.